# Trường Trung học phổ thông chuyên Trần Phú
Trường Trung học phổ thông Chuyên Trần Phú là ngôi trường trung học phổ thông chuyên duy nhất ở Hải Phòng. Trường được thành lập vào tháng 1 năm 1986.

## Lịch sử
Trường THPT Chuyên Trần Phú được thành lập chính thức vào tháng 1 năm 1986. Ban đầu, trường gồm các lớp chuyên được đào tạo tại trường THPT Thái Phiên và Trường Trung học phổ thông Ngô Quyền, Hải Phòng. Đến tháng 1 năm 1986 thì chuyển về trường Trần Phú và thành lập trường. Hiệu trưởng đầu tiên là cô Trần Mai Hương. Hiệu phó là thầy Tiển Nhĩ Phúc và Đỗ Thế Hùng.
Khi bắt đầu hoạt động đào tạo học sinh năng khiếu với 4 lớp chuyên chuyển từ trường Thái Phiên và Ngô Quyền về: Toán, Lý, Văn và Nga văn.
Kỳ thi đầu vào được tổ chức với ba môn Toán điều kiện, Văn điều kiện và một môn chuyên. 30 học sinh một lớp chuyên.
Năm 1986 có hai dãy phòng học A, B từ trường Đoàn Kết trước đó. Năm 1999 nhà trường xây dựng thêm khu A2 và bắt đầu mở lớp Song ngữ đào tạo tiếng Pháp và tiếng Việt cùng 2 lớp chọn Toán (sau này là 2 lớp chọn tự nhiên). Năm 2000 khu B2 được xây dựng , nâng tổng số dãy lên con số 4 trong một diện tích 0,8 ha.
Năm 2002, trường mở thêm lớp chọn xã hội 30 học sinh và 2 lớp chọn tự nhiên mỗi lớp 45 học sinh và lớp Chuyên Trung 35 học sinh.
Ngày 4 tháng 9 năm 2004, trường vinh dự đón chủ tịch nước Trần Đức Lương về dự lễ khai giảng năm học mới.
Năm 2004 đón nhận danh hiệu Anh hùng lao động thời kì đổi mới.
Năm 2006, trường xây thêm dãy hội trường và ban giám hiệu, sửa lại cổng và sân trường.
Ngày 19 tháng 11 năm 2006, nhà trường kỷ niệm 20 năm thành lập trường và đón nhận danh hiệu Huân chương lao động hạng Nhất.
Năm học 2016 - 2017, nhà trường bắt đầu tuyển sinh lớp chuyên tiếng Nhật với chỉ tiêu 35 học sinh.
Năm học 2019 - 2020, nhà trường bắt đầu tuyển sinh khối chuyên Sử và chuyên Địa với chỉ tiêu mỗi lớp 35 học sinh.
Năm học 2021 - 2022, nhà trường bắt đầu tuyển sinh lớp chuyên tiếng Hàn Quốc với chỉ tiêu 35 học sinh.
Năm học 2024 - 2025, thực hiện quy định của Bộ Giáo dục và Đào tạo về việc không tổ chức lớp không chuyên trong trường chuyên, nhà trường thay thế các lớp không chuyên Tự nhiên, không chuyên Xã hội và Song ngữ tiếng Pháp bằng lớp chuyên Toán 2, Văn 2 và Pháp 1. Lớp chuyên tiếng Pháp tuyển sinh từ nguồn học sinh dự thi môn tiếng Anh chuyên lấy tên mới là Pháp 2.

## Cơ cấu tổ chức hiện thời
Ban giám hiệu:
- Hiệu trưởng: TS. Đoàn Thái Sơn
- Phó Hiệu trưởng: Phạm Thị Mai Anh
- Phó Hiệu trưởng: Nguyễn Thị Ngà
- Phó Hiệu trưởng: Nguyễn Thúy Nga

### Cấu trúc đào tạo

#### Hệ chuyên
Hệ chuyên gồm 15 khối, mỗi lớp gồm 35 học sinh:
- Khối chuyên Toán: Gồm chuyên Toán 1 và chuyên Toán 2
- Khối chuyên Tin
- Khối chuyên Lý
- Khối chuyên Hóa
- Khối chuyên Sinh
- Khối chuyên Văn: Gồm chuyên Văn 1 và chuyên Văn 2
- Khối chuyên Anh: Gồm chuyên Anh 1 và chuyên Anh 2
- Khối chuyên Nga
- Khối chuyên Pháp: Gồm chuyên Pháp 1 và chuyên Pháp 2
- Khối chuyên Trung
- Khối chuyên Nhật
- Khối chuyên Sử
- Khối chuyên Địa
- Khối chuyên Hàn.

Trong các hệ chuyên, ngoài việc học các môn học chính, học sinh sẽ được dạy tăng cường (số tiết, khối lượng kiến thức nhiều hơn so với các lớp còn lại) các môn Chuyên trong các lớp Chuyên thuộc khối Trung học phổ thông. Các học sinh chuyên có thành tích nổi bật sẽ được đưa vào đội tuyển học sinh giỏi và được đầu tư học môn chuyên để tham dự các kỳ thi học sinh giỏi cấp quốc gia và quốc tế.

#### Hệ không chuyên (trước năm học 2024-2025)
Trước năm học 2024-2025, nhà trường đào tạo hệ không chuyên gồm 4 khối, mỗi khối gồm 45 học sinh:
- Khối Tự nhiên: Gồm Tự nhiên 1 và Tự nhiên 2
- Khối Xã hội
- Khối Song ngữ (Không chuyên ngữ).

### Xét tuyển

#### Nguyện vọng
Mỗi thí sinh được đăng ký không quá 2 môn chuyên (không trùng lịch thi).
Mỗi thí sinh được đăng ký xét tuyển tối đa 5 nguyện vọng phù hợp với các môn chuyên mình đăng ký.

#### Các môn thi
Các môn thi là Toán, Ngữ văn (chung với kì thi tuyển sinh vào lớp 10 của các trường THPT công lập), Ngoại ngữ điều kiện (Tiếng Anh hoặc tiếng Pháp, đề thi dành riêng cho thí sinh xét tuyển vào trường với mức độ yêu cầu cao hơn đề thi của các trường công lập) và môn chuyên.

#### Nguyên tắc xét tuyển
Chỉ xét tuyển cho các thí sinh dự thi đủ số môn đã đăng kí, xét tuyển theo nguyên tắc lấy điểm từ cao xuống thấp cho đến khi đủ chỉ tiêu tuyển sinh. Điểm chuẩn cho các nguyện vọng là như nhau, không có điểm chuẩn cao hơn cho nguyện vọng thấp hơn.

## Cơ sở vật chất

### Địa điểm cũ
Từ khi thành lập đến nay, các thế hệ giáo viên và học sinh trường trung học phổ thông chuyên Trần Phú đã giảng dạy và học tập tại địa điểm số 12 Trần Phú, quận Ngô Quyền. Ngôi trường gồm 4 dãy phòng học A1, A2, B1 và B2; 1 dãy phòng đội tuyển, khu hiệu bộ, 1 nhà đa năng, 1 căng tin. Sân trường rộng và có 1 sân bóng rổ. Tuy được tu sửa nhiều lần, rất nhiều phần đã xuống cấp trầm trọng và có nguy cơ sụp đổ.

### Địa điểm mới
Hiện tại ngôi trường THPT chuyên Trần Phú ở trên đường Lê Hồng Phong, thuộc khu đô thị mới Ngã Năm - Cảng hàng không quốc tế Cát Bi. Ngôi trường mới là tổ hợp của nhiều hạng mục như phòng học, khu hiệu bộ, căng tin, nhà đa năng, sân bóng đá, bóng rổ, phòng thí nghiệm, v.v.. với thiết kế hiện đại, đẹp mắt, cách phối màu sắc ấn tượng. Kiến trúc của trường được xây dựng theo phong cách đặc biệt, vừa góc cạnh lại vừa lượn sóng, tạo ra tầm nhìn bao quát tối đa từ các hành lang, mang lại cảm giác rộng lớn cho học sinh. ngôi trường được sơn màu trắng kết hợp với những dải màu cam rực rỡ, tạo nền nhấn trên nền trời xanh, biểu tượng màu Thiên thanh của Chuyên Trần Phú. Hành lang lớp học được thiết kế trải dài tít tắp, trở nên vô tận trong ánh nắng mùa hè và thời khắc hoàng hôn, là địa điểm chụp ảnh lí tưởng của các bạn nhiếp ảnh gia trong trường. Sân trường có diện tích rộng lớn bậc nhất thành phố, được trồng nhiều hàng cây xanh và là địa điểm cho các buổi hoạt động ngoại khóa, chào cờ, cắm trại, Tết Trung thu, Halloween, team building,...  Các phòng học đều có cơ sở vật chất hiện đại, gồm bàn ghế, quạt trần, máy lạnh, máy chiếu, cửa cách âm, tủ đồ cá nhân, hệ thống loa và camera từng lớp: ngoài ra còn có bình nước uống nóng lạnh, rèm che cửa, giá để giày dép.

## Thành tích

### Giải quốc gia
| Năm  | Nhất | Nhì | Ba | Khuyến kích | Tổng | Số lượng đi thi | Tỉ lệ |
| ---- | ---- | --- | -- | ----------- | ---- | --------------- | ----- |
| 2025 | 7    | 24  | 36 | 34          | 101  | 128             | 78,9% |
| 2024 | 11   | 31  | 35 | 19          | 96   | 114             | 84,2% |
| 2023 | 5    | 27  | 23 | 20          | 75   | 110             | 68,2% |
| 2022 | 6    | 28  | 30 | 21          | 85   | 111             | 76,6% |
| 2021 | 2    | 23  | 35 | 34          | 94   | 110             | 85,5% |

- Giải quốc tế: 33 giải (7 HCV, 11 HCB, 11 HCĐ, 4 bằng khen).
- Tính đến năm 2015, trường Chuyên Trần Phú đã đạt kỷ lục Việt Nam với 21 năm liên tiếp có học sinh tham dự các kỳ thi Olympic Quốc tế.
- Giải quốc gia: tính tới năm 2009 xấp xỉ 900 giải. Năm học 2008-2009: 68 giải.
- Danh hiệu Anh hùng lao động thời kỳ đổi mới.
- 2 Huân chương Lao động cùng nhiều bằng khen, cờ thi đua xuất sắc.
- Tỷ lệ học sinh đỗ tốt nghiệp: 99,99%, tốt nghiệp loại giỏi >70%.
- Tỷ lệ học sinh đỗ đại học: >90%[5].
- Hoa hậu Việt Nam 2002 Phạm Thị Mai Phương là học sinh lớp chuyên Lý của trường.
- Á hậu 1 Hoa hậu Du lịch Việt Nam Toàn cầu 2021 Trần Tuyết Mai từng theo học lớp chuyên Anh 1 niên khóa 2017 - 2020.
- Á khôi 1 Hoa khôi Sinh viên Việt Nam 2023 Nguyễn Thị Minh Phương là học sinh lớp chuyên Hóa của trường.
- Cầu thủ khối hóa vinh dự đạt tiền vệ xuất sắc nhất giải bóng đá trường.